# Appedesis vidua
Appedesis vidua är en skalbaggsart som beskrevs av Waterhouse 1880. Appedesis vidua ingår i släktet Appedesis och familjen långhorningar.
Artens utbredningsområde är Madagaskar. Inga underarter finns listade i Catalogue of Life.